# 嬉野市立久間小学校
嬉野市立久間小学校（うれしのしりつ くましょうがっこう）は、佐賀県嬉野市塩田町大字久間乙にある市立の小学校。

## 概要
歴史
1874年（明治7年）創立。数回の改組・改称を経て、現校名になったのは2006年（平成18年）。
校章
中央に校名の略称「久小」（縦書き）を配している。
校歌
1955年（昭和30年）制定。作詞は斉藤利治、作曲は陶山聡による。歌詞は3番まであり、3番に校名の「久間小学」が登場する。
校区
嬉野市塩田町のうち「牛間田、冬野、南志田、北志田、西山、光武、中久間、堤ノ上、中通、牛坂、南下久間、北下久間、のぞえ」。中学校区は嬉野市立塩田中学校。

## 沿革
- 1874年（明治7年）- 「久間山小学校」が創立。
- 1875年（明治8年）- 「志田小学校」が創立。久間村字志田慈眼庵を借り受けて校舎とする。
- 1876年（明治9年）[2] - 西山新校舎が完成。
- 1885年（明治18年）- 公立中等塩田小学校への統合により、「久間山分校」・「志田分校」となる。
- 1886年（明治19年）- 小学校令の施行により、尋常科（4年制）を設置の上、「尋常久間小学校」・「尋常志田小学校」に改称。
- 1889年（明治22年）4月1日 - 町村制の施行により、藤津郡久間村が発足。
- 1892年（明治25年）4月 - 「久間尋常小学校」・「志田尋常小学校」に改称。
- 1895年（明治28年）5月 - 久間村の尋常小学校2校（久間・志田）を統合の上、「久間尋常小学校」と改称。旧志田校を本校、旧久間校を分校とする。なお、この時、下久間地区は塩田尋常小学校の校区となる。
- 1901年（明治34年）4月 - 第二分教場を開設。
- 1904年（明治37年）10月 - 木造新校舎が完成し、移転を完了。
- 1908年（明治41年）4月1日 - 改正小学校令により、尋常科が6年制となる。
- 1911年（明治44年）4月1日 - 高等科を併置の上、「久間尋常高等小学校」に改称。校舎を増築。
- 1919年（大正8年）- 手工科を設置。
- 1929年（昭和4年）- 旧校歌を制定。作詞は斉藤利治により、歌詞は3番まである[3]。
- 1934年（昭和9年）9月 - 講堂が完成。
- 1938年（昭和13年）7月 - 農民道場が完成。
- 1941年（昭和16年）4月1日 - 国民学校令の施行により、「久間村国民学校」と改称。尋常科を初等科に改める。
- 1947年（昭和22年）4月1日 - 学制改革が行われる。
  - 久間村国民学校初等科は、新制小学校「久間村立久間小学校」に改組・改称される。
  - 久間村国民学校高等科は、青年学校普通科とともに、新制中学校「久間村立久間中学校[4]」に改組される。当面、小学校に併設の形をとる。
- 1948年（昭和23年）5月 - 育友会が発足。
- 1953年（昭和28年）8月 - 南校舎の西側に校舎を増築。
- 1954年（昭和29年）7月 - 北校舎を改築。
- 1955年（昭和30年）- 新校歌を制定。
- 1956年（昭和31年）
  - 8月 - 二宮尊徳像と野口英世像が建立される。
  - 9月1日 - 町村合併により、「塩田町立久間小学校」と改称。
- 1971年（昭和46年）7月 - プールが完成。
- 1974年（昭和49年）5月 - 旧久間中学校敷地内に鉄筋コンクリート造2階建て校舎2棟が完成。
- 1976年（昭和51年）5月30日 - 創立100周年記念式典を挙行。
- 1977年（昭和52年）8月 - 第二運動場が完成。
- 1981年（昭和56年）3月 - 体育館が完成。
- 2006年（平成18年）1月1日 - 2町合併により、「嬉野市立久間小学校」（現校名）に改称。

## 交通
最寄りの鉄道駅
- JR九州 長崎本線「肥前鹿島駅」

最寄りのバス停留所
- 祐徳線「志田原」停留所

最寄りの幹線道路
- 国道498号「志田原」交差点

## 周辺
- 嬉野市北部公園野球場
- 久間地区地域コミュニティセンター
- 久間子守保育園
- 鹿島警察署 久間警察官駐在所

## 参考資料
- 「塩田町史 下巻」（1983年（昭和58年）, 塩田町史編さん委員会）p.310～p.311, p.664～p.665